# Mistrzostwa Świata w Narciarstwie Klasycznym 1930
Mistrzostwa Świata w Narciarstwie Klasycznym 1930 miały miejsce w dniach 27 lutego – 1 marca 1930 w stolicy Norwegii, Oslo.

## Biegi narciarskie
| Konkurencja | Data           | Złoto            | Srebro           | Brąz              |
| ----------- | -------------- | ---------------- | ---------------- | ----------------- |
| 17 km       | 28 lutego 1930 | Arne Rustadstuen | Trygve Brodahl   | Tauno Lappalainen |
| 50 km       | 1 marca 1930   | Sven Utterström  | Arne Rustadstuen | Adiel Paananen    |

## Kombinacja norweska
| Konkurencja         | Data           | Złoto            | Srebro       | Brąz       |
| ------------------- | -------------- | ---------------- | ------------ | ---------- |
| Zawody indywidualne | 27 lutego 1930 | Hans Vinjarengen | Leif Skagnæs | Knut Lunde |

## Skoki narciarskie
| Konkurencja                   | Data           | Złoto           | Srebro          | Brąz         |
| ----------------------------- | -------------- | --------------- | --------------- | ------------ |
| Duża skocznia – indywidualnie | 27 lutego 1930 | Gunnar Andersen | Reidar Andersen | Sigmund Ruud |

## Klasyfikacja medalowa
| Pozycja | Państwo   | Złoto | Srebro | Brąz | Razem |
| ------- | --------- | ----- | ------ | ---- | ----- |
| 1       | Norwegia  | 3     | 4      | 2    | 9     |
| 2       | Szwecja   | 1     | 0      | 0    | 1     |
| 3       | Finlandia | 0     | 0      | 2    | 2     |